# Papa Clemente II
O Papa Clemente II, em latim: Clemens II, nascido Suidgero de Morsleben (Hornburg, c. 1000 — Pésaro, 9 de outubro de 1047), foi bispo de Roma e governante dos Estados Pontifícios de 20 de dezembro de 1046 até sua morte em 1047. Suidger era o bispo da arquidiocese de Bamberga, e foi o primeiro de uma série de reformadores papais da Alemanha. Em 1046, ele acompanhou o rei Henrique III da Alemanha, quando a pedido de leigos e clérigos de Roma, Henrique foi à Itália e convocou o Conselho de Sutri, que depôs do papado Bento IX e Silvestre III, e aceitou a renúncia de Gregório VI. Henry sugeriu Suidger como o próximo papa, e ele foi então eleito, tomando o nome de Clemente II. Clemente então coroou Henrique como imperador. O breve pontificado de Clemente como papa viu a promulgação de proibições canônicas mais estritas contra a simonia.

## Início de carreira
Nascido em Hornburg, Baixa Saxônia, Alemanha, era filho do conde Konrad de Morsleben e Hornburg e de sua esposa Amulrad. Em 1040, ele se tornou bispo de Bamberg.
No outono de 1046, havia três pretendentes rivais ao papado, em São Pedro, Latrão e Santa Maria Maior. Dois deles, Bento IX e Silvestre III, representavam facções rivais da nobreza. O terceiro, o papa Gregório VI, a fim de libertar a cidade da Casa de Tusculum e do estilo de vida escandaloso de Bento IX, pagou a Bento IX em troca de sua renúncia. Independentemente dos motivos, a transação teve a aparência de simonia. Questões relacionadas à legitimidade de qualquer um deles podem minar a validade de uma sagração de Henrique como Sacro Imperador Romano. O rei Henrique cruzou os Alpes à frente de um grande exército e acompanhado por um brilhante séquito de príncipes seculares e eclesiásticos do império, com o duplo propósito de receber a coroa imperial e de restaurar a ordem no papado.

## Papado
Em 1046, Suidiger acompanhou o rei Henrique em sua campanha para a Itália e, em dezembro, participou do Conselho de Sutri, que depôs Bento IX e Silvestre III e convenceu Gregório VI a renunciar. Henrique nomeou Suidger para o papado e o conselho o elegeu. Suidger insistiu em manter o bispado de sua sé, em parte para o necessário apoio financeiro e em parte para que os turbulentos romanos não o enviassem em breve de volta a Bamberga. Suidger adotou o nome de Clemente II. Imediatamente após sua eleição, o rei Henrique e o novo papa viajaram para Roma, onde Clemente foi entronizado. Ele então coroou Henrique III como imperador do Sacro Império Romano.
A eleição de Clemente como papa foi posteriormente criticada pelo partido reformista dentro da cúria papal devido ao envolvimento real e ao fato de que o novo bispo de Roma já era bispo de outra diocese. Ao contrário da prática posterior, Clemente manteve sua antiga sé, governando Roma e Bamberga simultaneamente. O primeiro ato pontifício de Clemente foi coroar Henrique e Inês da Aquitânia, sua esposa. Ele concedeu ao imperador o título e o diadema de um patrício romano, dignidade que era comumente entendida como dando ao portador o direito de indicar a pessoa a ser escolhida papa.
O curto pontificado de Clemente II, começando com o Sínodo Romano de 1047, deu início a uma melhoria no estado de coisas dentro da Igreja Romana, particularmente ao promulgar decretos contra a simonia. Uma disputa pela precedência entre as Sés de Ravena, Milão e Aquileia foi resolvida em favor de Ravena.

## Morte
Clemente acompanhou Henrique III em um progresso triunfal pelo sul da Itália e colocou Benevento sob interdição por se recusar a abrir seus portões para eles. Seguindo com Henrique para a Alemanha, ele canonizou Santa Viborata, uma freira de São Galo, martirizada pelos húngaros em 925. No caminho de volta para Roma, ele morreu perto de Pésaro em 9 de outubro de 1047. Seu cadáver foi transferido de volta para Bamberga, que ele amava profundamente e sepultou no coro ocidental da Catedral de Bamberg. Sua é a única tumba de um papa ao norte dos Alpes.
Um exame toxicológico de seus restos mortais em meados do século XX confirmou rumores centenários de que o papa havia sido envenenado com açúcar de chumbo. Não está claro, entretanto, se foi assassinado ou se o açúcar de chumbo foi usado como remédio.